# The Smell of Us
Pour plus de détails, voir Fiche technique et Distribution.
The Smell of Us, est un film français réalisé par Larry Clark, sorti en 2014.

## Synopsis
Math, Marie, JP et d'autres sont des lycéens parisiens. La rue est leur terrain de jeu, surtout derrière le palais de Tokyo, où ils côtoient l'art sans le voir. Planche de skate dans une main, pétards et bières dans l'autre, ils se filment et se provoquent, se touchent et se trahissent. Dans leurs pulsions les plus extrêmes, certains d'entre eux se prostituent, d'autres se droguent. Ils draguent aussi sur internet. Issus de milieux aisés, ils ne sont pas moins victimes et symboles d'une jeunesse en perdition, livrée à elle-même dans un monde où sexe et argent sont rois, gaspillés ou non, et inéluctablement liés à des trajets familiaux chaotiques...

## Fiche technique
- Titre : The Smell of Us
- Réalisation : Larry Clark
- Scénario : Mathieu Landais et Larry Clark
- Photographie : Hélène Louvart
- Son : Pascal Armant
- Montage : Marion Monnier
- Directeur de Casting : Marlon Apo Baroudjian
- Casting Adulte : Fabienne Bichet
- Repérage des lieux de tournage : Marlon Apo Baroudjian
- Décors : Natalia Brilli
- Production :
  - Producteurs : Gérard Lacroix, Christophe Mazodier et Pierre-Paul Puljiz
  - Productrice exécutive : Céline Chapdaniel
- Sociétés de production : Polaris Film Production, Morgane Production et Polyester, en association avec Cinémage 8
- Sociétés de distribution : Jour2Fête et Zeta Filmes
- Pays d'origine :  France
- Langues : français, anglais, japonais
- Genre : drame
- Durée : 92 minutes
- Dates de sortie :
  - Italie : 31 août 2014 (Giornate degli Autori)
  - France : 26 novembre 2014 (Festival de films gays et lesbiens de Paris) ; 14 janvier 2015

## Distribution
- Lukas Ionesco : Math
- Diane Rouxel : Marie
- Théo Cholbi : Pacman
- Hugo Behar-Thinières : JP
- Ryan Ben Yaiche : Guillaume
- Adrien Binh Doan : Minh
- Larry Clark : Rockstar
- Maxime Terin : Toff
- Valentin Charles : Ami de Toff
- Eva Menis-Mercier : Céline
- Serena Perret : Thelma
- Louis Robiolle : Skater 1
- Samy Znimi : Skater 2
- Anthony Andrzejewski : Skater 3
- Ephraim Mathias : Skaters 4
- Marlon Apo Baroudjian : Lui-même
- Dominique Frot : Mère de Mat
- Alexandre Soulié : Old fat man, le frotteur
- Niseema : Catherine
- Valérie Maës : Belle-mère de JP
- Jean-Christophe Quenon : Père de JP
- Philippe Rigot : Vieil homme
- Marc Zaffuto Fechoz : Client mécontent
- Frank Molinaro : Jacques
- Anteny Youk : Fille en face du Palais de Tokyo #1
- Clémence Cathelineau : Fille en face du Palais de Tokyo #2
- Caroline Duvivier : Fille aux cheveux roux
- Alexandre Giraudon : Homme au polaroid
- Aguibou Ba : Jeune homme #1
- Yann Ebongé : Jeune homme #2
- Angie Sherbourne : Amie de Rimka
- Christophe Beudet : Serveur
- Laurence Bibot : Mère de Marie
- Jean de Loisy : Homme au Palais de Tokyo
- Rad Hourani : Lui-même
- Haïtham Panunzi : Rimka
- Michael Pitt : Musicien de rue

## Tournage
Nombre de scènes de skateboard ont été tournées près du palais de Tokyo (16e arrondissement de Paris), sur les terrasses, dans les escaliers et autour des bassins de la « fontaine du palais de Tokyo ». Larry Clark retrouvait ainsi le musée d’art moderne de la ville de Paris (situé dans le palais de Tokyo) où une retrospective lui avait été consacrée  du 8 octobre 2010 au 2 janvier 2011. D'autres scènes sont tournées lycée Montaigne, sur le pont Alexandre-III et à la station de métro Passy. Un des acteurs, Lukas Ionesco (fils d'Eva Ionesco), déclare aux Inrocks: « Larry a perdu le contrôle, il est devenu barge ! » Il précise être sorti de cette expérience « lessivé et abattu. » Le tournage fut effectivement compliqué comme le raconte le réalisateur dans le supplément du DVD. Larry Clark dut ainsi remplacer lui-même au pied levé deux acteurs dans deux scènes critiques.
Le scénario original, écrit par Mathieu Landais, a été abandonné après son éviction sans explication, poussant Larry Clark à réécrire le script au fil du tournage, sans direction claire. Marlon Apo Baroudjian, Directeur de casting, a joué un rôle clé dans la résolution des problèmes du tournage, permettant au film d’aboutir malgré un contexte chaotique. Il a également eu une influence déterminante sur l’esthétique du projet, en initiant Mathieu Landais à l’univers des sports extrêmes, notamment le roller et le skateboard, qui deviendront des éléments narratifs essentiels du film. 
L'équipe de production a également dû faire face à la grève de trois des acteurs principaux, en réaction au comportement singulier du réalisateur, ce qui a contraint à revoir la narration du film au montage.

### Récompenses
- 2014 : Grand prix du film de long-métrage et Prix collectif d'interprétation au Festival Chéries-Chéris
- Le film a été classé n°4 du Top 10 2015 des Cahiers du Cinéma[5].